# Jean-François Cornet
Jean-François Cornet est un homme politique français né le 19 janvier 1747 à Chagny (Saône-et-Loire) et décédé le 25 août 1801 au même lieu.

## Biographie
Maire de Chagny, il est député de Saône-et-Loire de 1791 à 1792, siégeant dans la majorité.

## Sources
- « Jean-François Cornet », dans Adolphe Robert et Gaston Cougny, Dictionnaire des parlementaires français, Edgar Bourloton, 1889-1891 [détail de l’édition]